# 도암중학교
도암중학교(道岩中學校)는 대한민국 전라남도 강진군 도암면 석문리에 있는 공립 중학교이다.

## 학교 연혁
- 1950년 3월 10일 : 도암고등공민학교 인가
- 1950년 6월 20일 : 도암고등공민학교 개교(2학급)
- 1952년 5월 9일 : 도암중학교 개교(6학급)
- 1953년 3월 25일 : 제1회 졸업(32명)
- 2024년 1월 9일 : 제72회 졸업식 15명(총 9,962명)
- 2024년 9월 1일 : 제28대 김연이 교장 부임
- 2025년 3월 4일 : 신입생 5명(남 3명, 여 2명) 입학

## 참고 자료
- 도암중학교 - 한국교육학술정보원 학교알리미